# 青春狂騒曲 (cali≠gariの曲)
「青春狂騒曲」（せいしゅんきょうそうきょく）は、日本のロックバンド、cali≠gariのメジャー3枚目のシングル。
2003年2月21日発売。

## 概説
桜井青作詞作曲。完全受注限定生産。
オリジナルバージョンが『グッド、バイ。』、アルバムバージョンが『8』、『カリ≠ガリの世界』に収録。

## 曲目
1. 青春狂騒曲
（作詞・作曲:桜井青）
音楽シミュレーションゲーム「GuitarFreaks」「DrumMania」カバー収録曲。
ダウンタウンDX 2003年度12月度エンディング曲。
2. cali≠gariのコマーシャル「8」
アルバム『8』の全収録曲解説。桜井青と青江の一人二役。